# ماکینا
ماکینا (به پرتغالی: Maquiné) یک منطقهٔ مسکونی در برزیل است که در ریو گرانده جنوبی واقع شده‌است. ماکینا ۶٬۶۸۱ نفر جمعیت دارد.